# EFL Cup 2024/25
Der EFL Cup 2024/25 (alternativ nach dem Sponsoren Carabao Cup) war die 65. Austragung des Turniers. Alle 92 Vereine der vier oberen englischen Ligen 2024/25 nahmen am Wettbewerb teil.
Der Wettbewerb begann am 13. August 2024 mit der ersten Runde.

## Modus
Gemäß der Änderungen von 2018 war die Verlängerung abgeschafft; bei einem Gleichstand nach regulären Spielzeit wurde die Partie im Elfmeterschießen entschieden – ausgenommen das Endspiel.

## Termine
| Runde         | Termine                                                           |
| ------------- | ----------------------------------------------------------------- |
| Erste Runde   | 13. – 14. August 2024                                             |
| Zweite Runde  | 27. – 28. August 2024                                             |
| Dritte Runde  | 17. – 25. September 2024                                          |
| Achtelfinale  | 29. – 30. Oktober 2024                                            |
| Viertelfinale | 17. – 18. Dezember 2024                                           |
| Halbfinale    | 7. – 8. Januar 2025 (Hinspiele) 5. – 6. Februar 2025 (Rückspiele) |
| Finale        | 16. März 2025                                                     |

## Erste Runde
Die Auslosung für die erste Runde wurde am 27. Juni 2024 durchgeführt. An der ersten Runde nahmen 70 Vereine teil. 13 Vereine der Premier League 2024/25 stiegen zusammen mit den Championship-Klubs Luton Town und FC Burnley in der zweiten Runde in den Wettbewerb ein. Erst in der dritten Runde kamen wegen ihrer internationalen Beteiligungen Manchester City, der FC Arsenal, der FC Liverpool, Aston Villa, Tottenham Hotspur, der FC Chelsea und Manchester United hinzu.
Ausgetragen wurden die Begegnungen am 13. und 14. August 2024.
Northern Section
| Datum                      |                         | Ergebnis        |                           |
| -------------------------- | ----------------------- | --------------- | ------------------------- |
| 13. August 2024, 19:30 BST | Carlisle United (IV)    | 0:2             | Stoke City (II)           |
| 13. August 2024, 19:30 BST | Stockport County (III)  | 1:6             | Blackburn Rovers (II)     |
| 13. August 2024, 19:45 BST | AFC Barrow (IV)         | 3:2             | Port Vale (IV)            |
| 13. August 2024, 19:45 BST | Bolton Wanderers (III)  | 1:1 (5:4 i. E.) | Mansfield Town (III)      |
| 13. August 2024, 19:45 BST | Burton Albion (III)     | 0:4             | FC Blackpool (III)        |
| 13. August 2024, 19:45 BST | Derby County (II)       | 2:1             | FC Chesterfield (IV)      |
| 13. August 2024, 19:45 BST | Fleetwood Town (IV)     | 2:1             | West Bromwich Albion (II) |
| 13. August 2024, 19:45 BST | Grimsby Town (IV)       | 1:1 (9:8 i. E.) | Bradford City (IV)        |
| 13. August 2024, 19:45 BST | Huddersfield Town (III) | 3:0             | FC Morecambe (IV)         |
| 13. August 2024, 19:45 BST | Lincoln City (III)      | 1:2             | Harrogate Town (IV)       |
| 13. August 2024, 19:45 BST | Preston North End (II)  | 2:0             | AFC Sunderland (II)       |
| 13. August 2024, 19:45 BST | Rotherham United (III)  | 2:1             | Crewe Alexandra (IV)      |
| 13. August 2024, 19:45 BST | Salford City (IV)       | 0:2             | Doncaster Rovers (IV)     |
| 13. August 2024, 19:45 BST | Shrewsbury Town (III)   | 3:3 (4:3 i. E.) | Notts County (IV)         |
| 13. August 2024, 19:45 BST | Tranmere Rovers (IV)    | 3:0             | Accrington Stanley (IV)   |
| 13. August 2024, 19:45 BST | Wigan Athletic (III)    | 1:1 (2:4 i. E.) | FC Barnsley (III)         |
| 13. August 2024, 20:00 BST | Sheffield United (II)   | 4:2             | AFC Wrexham (III)         |
| 14. August 2024, 19:45 BST | Hull City (II)          | 1:2             | Sheffield Wednesday (II)  |
| 14. August 2024, 20:00 BST | Leeds United (II)       | 0:3             | FC Middlesbrough (II)     |

Southern Section
| Datum                      |                         | Ergebnis        |                           |
| -------------------------- | ----------------------- | --------------- | ------------------------- |
| 13. August 2024, 19:30 BST | Leyton Orient (III)     | 4:1             | AFC Newport County (IV)   |
| 13. August 2024, 19:45 BST | Bristol City (II)       | 0:1             | Coventry City (II)        |
| 13. August 2024, 19:45 BST | FC Bromley (IV)         | 1:2             | AFC Wimbledon (IV)        |
| 13. August 2024, 19:45 BST | Cambridge United (III)  | 1:2             | Queens Park Rangers (II)  |
| 13. August 2024, 19:45 BST | Cardiff City (II)       | 2:0             | Bristol Rovers (III)      |
| 13. August 2024, 19:45 BST | Charlton Athletic (III) | 0:1             | Birmingham City (III)     |
| 13. August 2024, 19:45 BST | Colchester United (IV)  | 2:2 (4:3 i. E.) | FC Reading (III)          |
| 13. August 2024, 19:45 BST | Crawley Town (III)      | 4:2             | Swindon Town (IV)         |
| 13. August 2024, 19:45 BST | Northampton Town (III)  | 0:2             | Wycombe Wanderers (III)   |
| 13. August 2024, 19:45 BST | Norwich City (II)       | 4:3             | FC Stevenage (III)        |
| 13. August 2024, 19:45 BST | Oxford United (II)      | 2:0             | Peterborough United (III) |
| 13. August 2024, 19:45 BST | FC Portsmouth (II)      | 0:1             | FC Millwall (II)          |
| 13. August 2024, 19:45 BST | Swansea City (II)       | 3:1             | FC Gillingham (IV)        |
| 13. August 2024, 19:45 BST | FC Walsall (IV)         | 1:1 (4:3 i. E.) | Exeter City (III)         |
| 13. August 2024, 19:45 BST | FC Watford (II)         | 5:0             | Milton Keynes Dons (IV)   |
| 14. August 2024, 19:45 BST | Plymouth Argyle (II)    | 3:0             | Cheltenham Town (IV)      |

## Zweite Runde
In der zweiten Runde stiegen die 13 Premier-League-Vereine ein, die sich in der letzten Saison nicht für einen europäischen Wettbewerb qualifiziert hatten, sowie Luton Town und FC Burnley aus der English Football League. Die Auslosung fand am 14. August 2024 statt. Ausgetragen wurden die Begegnungen am 27. und 28. August 2024.
Northern section
| Datum                      |                             | Ergebnis        |                          |
| -------------------------- | --------------------------- | --------------- | ------------------------ |
| 27. August 2024, 19:15 BST | FC Middlesbrough (II)       | 0:5             | Stoke City (II)          |
| 27. August 2024, 19:45 BST | FC Barnsley (III)           | 1:0             | Sheffield United (II)    |
| 27. August 2024, 19:45 BST | AFC Barrow (IV)             | 0:0 (3:2 i. E.) | Derby County (II)        |
| 27. August 2024, 19:45 BST | Blackburn Rovers (II)       | 1:2             | FC Blackpool (III)       |
| 27. August 2024, 19:45 BST | FC Everton (I)              | 3:0             | Doncaster Rovers (IV)    |
| 27. August 2024, 19:45 BST | Fleetwood Town (IV)         | 2:1             | Rotherham United (III)   |
| 27. August 2024, 19:45 BST | Grimsby Town (IV)           | 1:5             | Sheffield Wednesday (II) |
| 27. August 2024, 19:45 BST | Harrogate Town (IV)         | 0:5             | Preston North End (II)   |
| 27. August 2024, 19:45 BST | Leicester City (I)          | 4:0             | Tranmere Rovers (IV)     |
| 27. August 2024, 19:45 BST | Shrewsbury Town (III)       | 0:2             | Bolton Wanderers (III)   |
| 27. August 2024, 19:45 BST | FC Walsall (IV)             | 3:2             | Huddersfield Town (III)  |
| 28. August 2024, 19:30 BST | Wolverhampton Wanderers (I) | 2:0             | FC Burnley (II)          |
| 28. August 2024, 20:00 BST | Nottingham Forest (I)       | 1:1 (3:4 i. E.) | Newcastle United (I)     |

Southern Section
| Datum                      |                            | Ergebnis        |                         |
| -------------------------- | -------------------------- | --------------- | ----------------------- |
| 27. August 2024, 19:45 BST | Brighton & Hove Albion (I) | 4:0             | Crawley Town (III)      |
| 27. August 2024, 19:45 BST | Coventry City (II)         | 1:0             | Oxford United (II)      |
| 27. August 2024, 19:45 BST | FC Millwall (II)           | 0:1             | Leyton Orient (III)     |
| 27. August 2024, 19:45 BST | Queens Park Rangers (II)   | 1:1 (4:1 i. E.) | Luton Town (II)         |
| 27. August 2024, 19:45 BST | FC Watford (II)            | 2:0             | Plymouth Argyle (II)    |
| 27. August 2024, 20:00 BST | Birmingham City (III)      | 0:2             | FC Fulham (I)           |
| 27. August 2024, 20:00 BST | Crystal Palace (I)         | 4:0             | Norwich City (II)       |
| 28. August 2024, 19:45 BST | Cardiff City (II)          | 3:5             | FC Southampton (I)      |
| 28. August 2024, 19:45 BST | Colchester United (IV)     | 0:1             | FC Brentford (I)        |
| 28. August 2024, 19:45 BST | AFC Wimbledon (IV)         | 2:2 (4:2 i. E.) | Ipswich Town (I)        |
| 28. August 2024, 19:45 BST | Swansea City (II)          | 0:1             | Wycombe Wanderers (III) |
| 28. August 2024, 19:45 BST | West Ham United (I)        | 1:0             | AFC Bournemouth (I)     |

## Dritte Runde
Ab der dritten Runde traten auch die acht Vereine an, die sich für die laufende Saison für die europäischen Wettbewerbe qualifiziert haben. Die Auslosung fand am 29. August 2024. Die Begegnungen fanden zwischen dem 17. September und 1. Oktober 2024 statt, für diesem Zeitraum sind auch Partien der Champions League und Europa League angesetzt.
| Datum                         |                            | Ergebnis          |                             |
| ----------------------------- | -------------------------- | ----------------- | --------------------------- |
| 17. September 2024, 19:30 BST | Stoke City (II)            | 1:1 (2:1 i. E.)   | Fleetwood Town (IV)         |
| 17. September 2024, 19:45 BST | FC Blackpool (III)         | 0:1               | Sheffield Wednesday (II)    |
| 17. September 2024, 19:45 BST | FC Brentford (I)           | 3:1               | Leyton Orient (III)         |
| 17. September 2024, 19:45 BST | FC Everton (I)             | 1:1 (5:6 i. E.)   | FC Southampton (I)          |
| 17. September 2024, 19:45 BST | Preston North End (II)     | 1:1 (16:15 i. E.) | FC Fulham (I)               |
| 17. September 2024, 19:45 BST | Queens Park Rangers (II)   | 1:2               | Crystal Palace (I)          |
| 17. September 2024, 20:00 BST | Manchester United (I)      | 7:0               | FC Barnsley (III)           |
| 18. September 2024, 19:45 BST | Brighton & Hove Albion (I) | 3:2               | Wolverhampton Wanderers (I) |
| 18. September 2024, 20:00 BST | Coventry City (II)         | 1:2               | Tottenham Hotspur (I)       |
| 24. September 2024, 19:45 BST | FC Chelsea (I)             | 5:0               | AFC Barrow (IV)             |
| 24. September 2024, 19:45 BST | Manchester City (I)        | 2:1               | FC Watford (II)             |
| 24. September 2024, 19:45 BST | FC Walsall (IV)            | 0:0 (0:3 i. E.)   | Leicester City (I)          |
| 24. September 2024, 20:00 BST | Wycombe Wanderers (III)    | 1:2               | Aston Villa (I)             |
| 25. September 2024, 19:45 BST | FC Arsenal (I)             | 5:1               | Bolton Wanderers (III)      |
| 25. September 2024, 20:00 BST | FC Liverpool (I)           | 5:1               | West Ham United (I)         |
| 1. Oktober 2024, 19:45 BST 1  | Newcastle United (I)       | 1:0               | AFC Wimbledon (IV)          |

## Achtelfinale
Die Auslosung fand am 25. September 2024 statt. Ausgetragen wurden die Begegnungen am 29. und 30. Oktober 2024.
| Datum                       |                            | Ergebnis        |                          |
| --------------------------- | -------------------------- | --------------- | ------------------------ |
| 29. Oktober 2024, 19:45 GMT | FC Southampton (I)         | 3:2             | Stoke City (II)          |
| 29. Oktober 2024, 20:00 GMT | FC Brentford (I)           | 1:1 (5:4 i. E.) | Sheffield Wednesday (II) |
| 30. Oktober 2024, 19:30 GMT | Brighton & Hove Albion (I) | 2:3             | FC Liverpool (I)         |
| 30. Oktober 2024, 19:45 GMT | Aston Villa (I)            | 1:2             | Crystal Palace (I)       |
| 30. Oktober 2024, 19:45 GMT | Manchester United (I)      | 5:2             | Leicester City (I)       |
| 29. Oktober 2024, 19:45 GMT | Newcastle United (I)       | 2:0             | FC Chelsea (I)           |
| 30. Oktober 2024, 19:45 GMT | Preston North End (II)     | 0:3             | FC Arsenal (I)           |
| 30. Oktober 2024, 20:15 GMT | Tottenham Hotspur (I)      | 2:1             | Manchester City (I)      |

## Viertelfinale
Die Auslosung fand am 30. Oktober 2024 statt. Die Begegnungen wurden am 18. und 19. Dezember 2024 ausgetragen.
| Datum                        |                       | Ergebnis |                       |
| ---------------------------- | --------------------- | -------- | --------------------- |
| 18. Dezember 2024, 19:30 GMT | FC Arsenal (I)        | 3:2      | Crystal Palace (I)    |
| 18. Dezember 2024, 19:45 GMT | Newcastle United (I)  | 3:1      | FC Brentford (I)      |
| 18. Dezember 2024, 20:00 GMT | FC Southampton (I)    | 1:2      | FC Liverpool (I)      |
| 19. Dezember 2024, 20:00 GMT | Tottenham Hotspur (I) | 4:3      | Manchester United (I) |

## Halbfinale
Die Auslosung fand am 19. Dezember 2024 statt. Die Hinspiele fanden am 7. und 8. Januar 2025 statt, die Rückspiele wurden am 5. und 6. Februar 2025 ausgetragen.
| Datum                                    |                       | Gesamt |                      | Hinspiel | Rückspiel |
| ---------------------------------------- | --------------------- | ------ | -------------------- | -------- | --------- |
| 7. Januar und 5. Februar 2025, 20:00 GMT | FC Arsenal (I)        | 0:4    | Newcastle United (I) | 0:2      | 0:2       |
| 8. Januar und 6. Februar 2025, 20:00 GMT | Tottenham Hotspur (I) | 1:4    | FC Liverpool (I)     | 1:0      | 0:4       |

## Finale
| Newcastle United                                             | Newcastle United | FC Liverpool | FC Liverpool |
| ------------------------------------------------------------ | --- | --- | ------------ |
| Newcastle United                                             | \| 16. März 2025 um 16:30 Uhr (GMT) in London (Wembley-Stadion) \| \| Ergebnis: 2:1 (1:0) \| \| Zuschauer: 88.513 \| \| Schiedsrichter: John Brooks (Leicestershire) \| \| Spielbericht \|                                                         | \| 16. März 2025 um 16:30 Uhr (GMT) in London (Wembley-Stadion) \| \| Ergebnis: 2:1 (1:0) \| \| Zuschauer: 88.513 \| \| Schiedsrichter: John Brooks (Leicestershire) \| \| Spielbericht \| | FC Liverpool |
| Newcastle United                                             | Nick Pope − Kieran Trippier, Fabian Schär, Dan Burn, Tino Livramento − Bruno Guimarães , Sandro Tonali, Joelinton − Jacob Murphy ( 90. Emil Krafth), Alexander Isak ( 81. Callum Wilson), Harvey Barnes ( 81. Joe Willock) Cheftrainer: Eddie Howe | Caoimhín Kelleher − Jarell Quansah, Ibrahima Konaté ( 57. Curtis Jones), Virgil van Dijk , Andrew Robertson − Ryan Gravenberch ( 74. Harvey Elliott), Alexis Mac Allister ( 67. Cody Gakpo) − Mohamed Salah, Dominik Szoboszlai, Luis Díaz ( 74. Federico Chiesa) − Diogo Jota ( 57. Darwin Núñez) Cheftrainer: Arne Slot ( Niederlande) | FC Liverpool |
| Newcastle United                                             | 1:0 Dan Burn (45.) 2:0 Alexander Isak (52.) | 2:1 Federico Chiesa (90.+4') | FC Liverpool |
| Newcastle United                                             | Nick Pope (90.), Sandro Tonali (90.+9') | Federico Chiesa (90.+8') | FC Liverpool |
| Newcastle United                                             | Spieler des Spiels: Dan Burn | | FC Liverpool |
| 16. März 2025 um 16:30 Uhr (GMT) in London (Wembley-Stadion) | | |              |
| Ergebnis: 2:1 (1:0)                                          | | |              |
| Zuschauer: 88.513                                            | | |              |
| Schiedsrichter: John Brooks (Leicestershire)                 | | |              |
| Spielbericht                                                 | | |              |